# بحيرة لارنكا المالحة
'بحيرة لارنكا المالحة' ( (باليونانية: Αλυκή Λάρνακας)‏ (بالتركية: Larnaka Tuz Gölü)‏) هي عبارة عن شبكة معقدة من أربع بحيرات ملحية (3 منها متصلة ببعضها البعض) بأحجام مختلفة تقع غرب مدينة لارنكا. أكبر هذه البحيرات بحيرة أليكي، تليها بحيرة أورفاني وبحيرة سوروس وبحيرة سبيرو.  تشكل هذه المجموعة ثاني أكبر بحيرة مالحة في قبرص بعد بحيرة ليماسول المالحة. يصل إجمالي مساحة سطح البحيرات إلى 2.2 كم2 وهي من المعالم الأكثر تميزًا في المنطقة. كما أنها واحدة من أهم الأراضي الرطبة في قبرص. وقد أعلنت موقعاً من مواقع رامسار وموقع ناتورا 2000 ومنطقة محمية خاصة بموجب اتفاقية برشلونة ومنطقة مهمة للطيور (IBA). وهي محاطة بالأشجار الملحية، وعلى ضفافها يقع مسجد لارنكا الكبير، أحد الأضرحة المهمة في الإسلام إذا يضم قبر الصحابية أم حرام بنت ملحان.
إلى جانب جمالها الخلاب، تعد البحيرة مؤلاً لـ 85 نوعًا من الطيور المائية التي يتراوح عددها بين 20000 و38000 طائر.[بحاجة لمصدر] فهي أحد ممرات الهجرة المهمة عبر قبرص. تضم نحو 2000-12000 طائر نحام التي تقضي أشهر الشتاء هناك تتغذى على الروبيان الملحي. من أنواع الطيور الهامة الأخرى التي تلجأ للبحيرة:الكركي الشائع والنورس أسود الرأس وأبو المغازل والكروان الصحراوي والقطقاط شوكي الجناح والأبلق القبرصي والدخلة القبرصية.[بحاجة لمصدر]. أعلنت مجموعة بحيرات لارنكا المالحة منطقةً محمية بقرار من مجلس الوزراء في عام 1997.  تشير الدلائل الحديثة إلى أنه خلافًا للاعتقاد السابق، فإن طائر النحام الكبير لا يتوقف فقط في البحيرة، بل يتكاثر في هذه الأرض الرطبة. 
خلال أشهر الشتاء، تمتلئ البحيرة بالمياه بينما يتبخر الماء في الصيف تاركًا قشرة من الملح وضبابًا من الغبار الرمادي. ثمة الأسطورة تعزو ملوحة البحيرة إلى دعاء القديس لعازر على امرأة عجوز رفضت دعوته لتناول الطعام والشراب، مدّعية أن كرومها جفت، فأجاب لعازر: "لعل كرومك تجف وتصبح بحيرة مالحة إلى الأبد". التفسير الأكثر علمية هو أن المياه المالحة تخترق الصخور المسامية بين البحيرة والبحر، ما يجعل الماء شديد الملوحة.[بحاجة لمصدر]
كان الملح الذي يتم جمعه من هذه البحيرة أحد الصادرات الرئيسية لقبرص، حيث يتم جمعه ونقله على الحمير إلى حافة البحيرة وتشكيله في أكوام هرمية ضخمة. مع ارتفاع تكاليف العمالة، تضاءلت عملية حصاد الملح إلى أن توقفت توقف تمامًا في عام 1986 حيث تستورد الجزيرة الآن معظم احتياجاتها من هذه السلعة.[بحاجة لمصدر]

## الصور

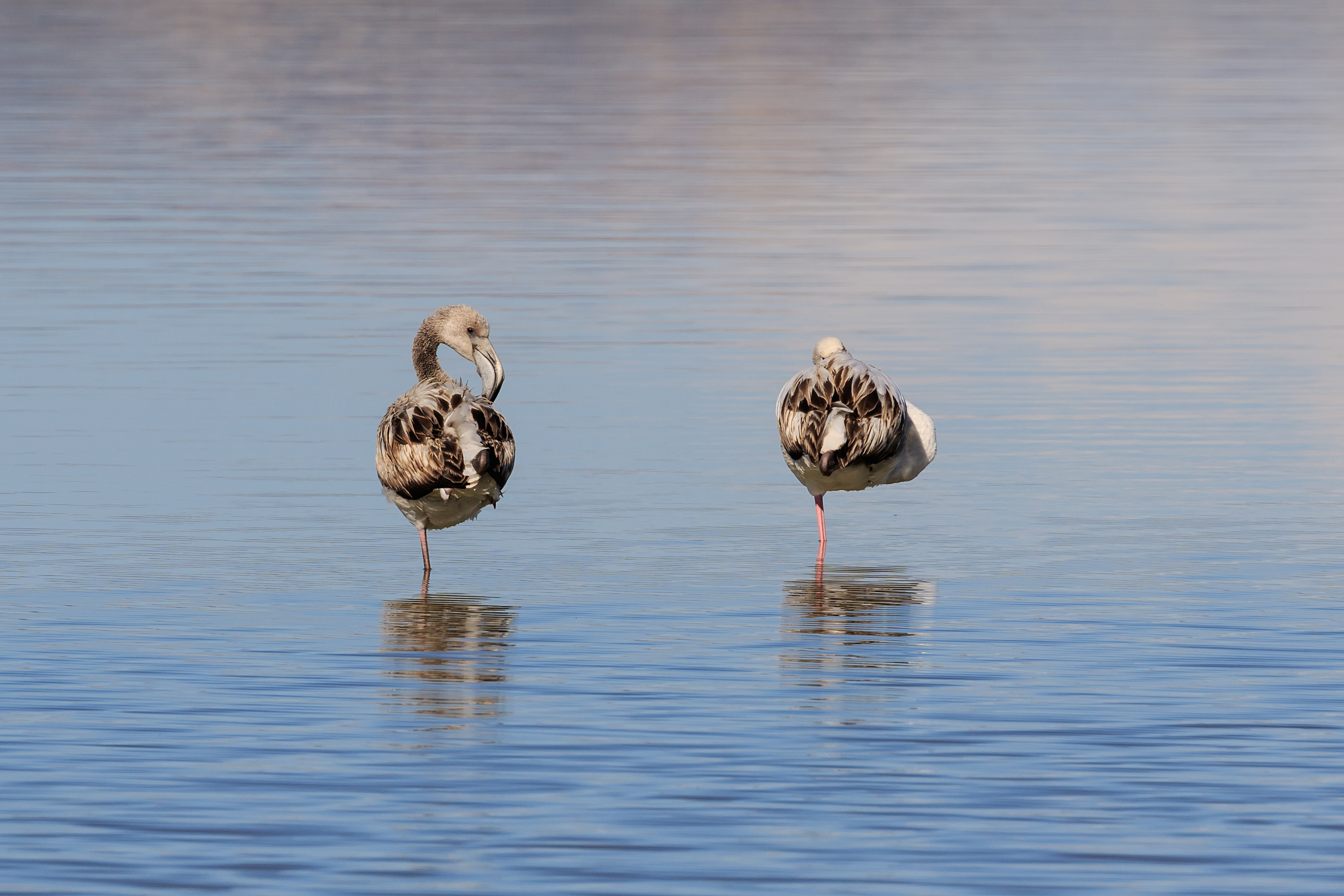
طيور النحام في البحيرة
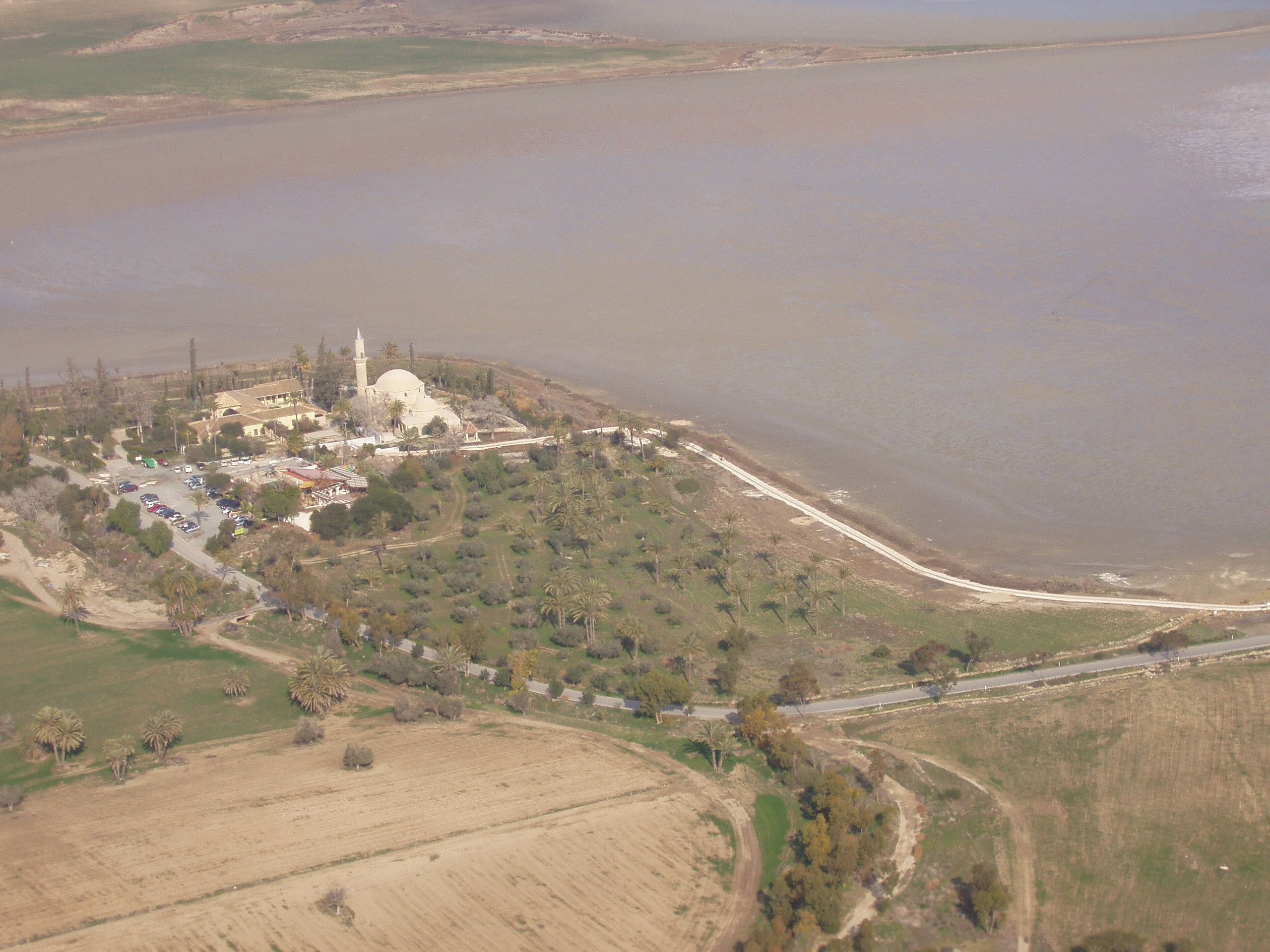
صورة جوية للبحيرة في فصل الشتاء، ويبدو مسجد لارنكا الكبير